# Florida-Keys-Hurrikan (1919)
Der Florida-Keys-Hurrikan von 1919 war einer der stärksten Hurrikans und tötete zwischen 600 und 900 Menschen auf seinem Weg durch Florida und Texas.

## Sturmverlauf

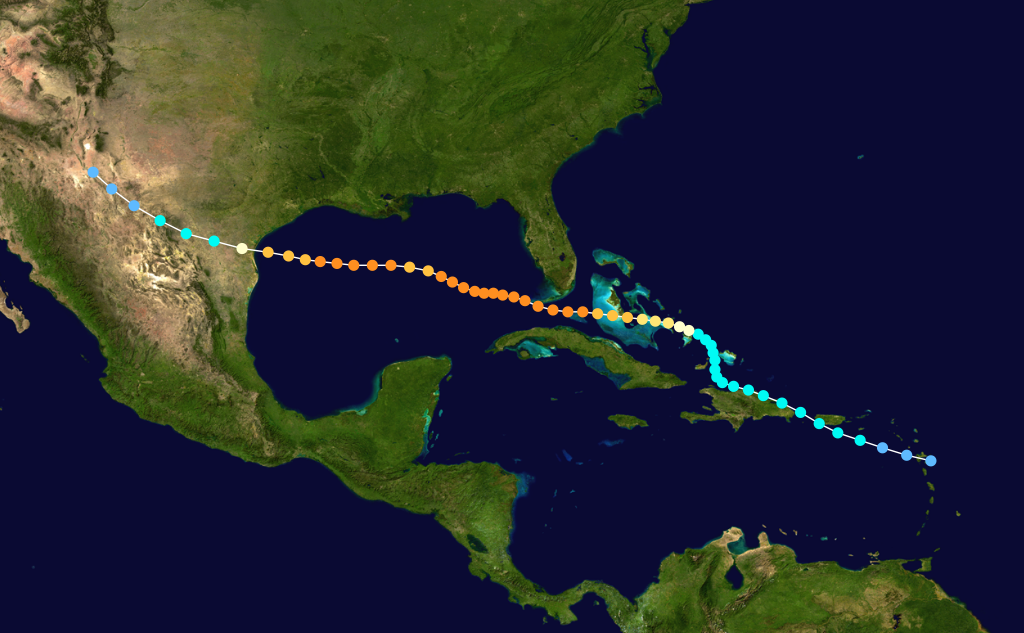
Verlauf des Hurrikans

Der Sturm wurde erstmals am 2. September 1919 in der Nähe der Kleinen Antillen entdeckt. Von dort aus bewegte er sich in Richtung West-Nordwest und traf zuerst die Dominikanische Republik, dann die Bahamas, wo er seine größte Stärke erreichte. Das Sturmzentrum streifte am 9. September die Florida Keys als Sturm der Kategorie 4. Dabei versenkte er mit großer Wahrscheinlichkeit vor Havanna das spanische Passagierschiff Valbanera, wobei vermutlich alle 488 Menschen an Bord ums Leben kamen. Danach überquerte er den Golf von Mexiko und traf am 14. September als Kategorie-4-Sturm in der Nähe von Corpus Christi wieder auf Land. Zwar waren Gerätschaften zur genauen Messung der Windgeschwindigkeiten noch nicht entwickelt, jedoch ist bekannt, dass der Sturm eine 4 m hohe Sturmflut in der Nähe von Corpus Christi verursachte. Der Luftdruck wurde von einem Schiff in der Nähe von Dry Tortugas mit 927 mbar ermittelt. Dies macht den Hurrikan nicht nur zu einem der stärksten der USA, sondern sogar zum stärksten, der Key West im 20. Jahrhundert traf.
| Rang                                        | Hurrikan     | Saison | Luftdruck (in mbar) |
| ------------------------------------------- | ------------ | ------ | ------------------- |
| 1                                           | Labor Day    | 1935   | 892                 |
| 2                                           | Camille      | 1969   | 900                 |
| 3                                           | Irma         | 2017   | 914                 |
| 4                                           | Katrina      | 2005   | 920                 |
| 5                                           | Andrew       | 1992   | 922                 |
| 6                                           | Indianola    | 1886   | 925                 |
| 7                                           | Florida Keys | 1919   | 927                 |
| 8                                           | Okeechobee   | 1928   | 929                 |
| 9                                           | Miami        | 1926   | 930                 |
| 10                                          | Donna        | 1960   | 932                 |
| Quelle: HURDAT, Hurricane Research Division |              |        |                     |

## Auswirkungen
Von den ca. 600 bis 900 Menschen, die durch den Sturm getötet wurden, befanden sich ungefähr 500 auf zehn untergegangenen Schiffen. Allein auf dem spanischen Passagierschiff Valbanera kamen am 9. September 1919 vermutlich alle 488 an Bord befindlichen Menschen ums Leben.

## Trivia
Einer der Evakuierten von Corpus Christi war Bob Simpson, der später Leiter des National Hurricane Center wurde und die Saffir-Simpson-Hurrikan-Windskala mitentwickelte.